# Tucky Williams
Pour les articles homonymes, voir Williams.
Tucky Williams est une actrice, productrice, scénariste et réalisatrice américaine. 
Elle interprète et réalise surtout des films à thématiques lesbiennes.

## Biographie

### Vie privée
Tucky Williams est ouvertement lesbienne.

## Filmographie

### Actrice
- 2007 : Dead Moon Rising : Vix
- 2007 : Bottle Rockets (court métrage) : Lana
- 2007 : Blink : Becca
- 2008 : Shadows Light : Dana Fontaine
- 2009 : Welcome to My Darkside! (documentaire) : elle-même
- 2011 : The Dinah Insider (court métrage) : elle-même
- 2011 : The Dinah Girls (téléfilm) : elle-même
- 2011 : Red River : Ranger Darcy
- 2013 : Othello: Desdemona's Death (court métrage) : Othello
- 2014 : Astro Space Hero (série télévisée) (1 épisode) : l'enchanteresse de la lune
- 2010-2015 : Girl/Girl Scene (web-série) (23 épisodes) : Evan Dever
- 2015 : Juliet & Romeo (court métrage) : Romeo
- 2016 : Dagger Kiss (en) (série télévisée) (8 épisodes) : Arden
- 2017 : Breaking Bella (court métrage) : Bella
- 2017 : Kentucky paranormal incidents (série télévisée) : Tucky (2 épisodes)
- 2017 : Planet Hades (court métrage) : la chasseur de trésor

### Productrice, scénariste et réalisatrice
| année     | film                       | productrice | scénariste  | réalisatrice | notes           |
| --------- | -------------------------- | ----------- | ----------- | ------------ | --------------- |
| 2013      | Othello: Desdemona's Death | Oui         | Oui         |              | court métrage   |
| 2010-2015 | Girl/Girl Scene            | 23 épisodes | 23 épisodes |              | web-série       |
| 2015      | Juliet & Romeo             | Oui         | Oui         | Oui          | court métrage   |
| 2016      | Dagger Kiss (en)           | 8 épisodes  | 8 épisodes  |              | série télévisée |
| 2017      | Breaking Bella             | Oui         | Oui         |              | court métrage   |